# Dean Roland
Dean Roland nació el 10 de octubre de 1972. Es el guitarrista de Collective Soul, banda de rock alternativo/post-grunge, estadounidense originaria de Atlanta.
Ed Roland, líder de Collective Soul, es el hermano mayor, Dean es el tercero de los cuatro hermanos Roland, también tiene otro hermano mayor y una hermana menor.
Nueve años menor que Ed, Dean no tocó la guitarra hasta los 19 años, y nunca había tocado en una banda antes de unirse a Collective Soul en 1993.
Se casó con Shannon Reynolds el 13 de junio de 1998.